# Le stravaganze del conte
Le stravaganze del conte (en español, Las estravagancias del conde) es una ópera en dos actos compuesta por Domenico Cimarosa sobre un libreto italiano de Giovanni Francesco Busenello. Se estrenó en el Teatro dei Fiorentini de Nápoles en los carnavales de 1772
Después de haber escrito música religiosa, en el carnaval de 1772 debutó como operista con esta obra,   Le stravaganze del conte, que consta de dos actos y una farsetta titulada Le magie di Merlina e Zoroastre, que en ocasiones se cita como Le pazzie di Stellidaura e Zoroastre. En la recepción del estreno, solo obtuvo aplausos de compromiso por parte del público.